# SIGTTIN
SIGTTIN — сигнал на POSIX-сумісних платформах, який посилається фоновому процесу при виконанні ним операції читання з терміналу. Символьна змінна SIGTTIN оголошена у заголовному файлі signal.h. Символьні імена для сигналів використовуються через те, що їхні номери залежать від конкретної платформи.

## Етимологія
SIG є загальноприйнятим префіксом для назв сигналів. TTIN означає читання з телетайпа (термінала) (англ. teletype input).

## Використання
Фонові процеси на відміну від процесів «переднього плану» виконуються з закритими потоками стандартного вводу-виводу stdin, stdout, stderr. Процес, що отримав SIGTTIN, призупиняється до переведення в стан «переднього плану» командою fg або через SIGCONT, внаслідок чого розпочата операція читання з терміналу може бути завершена і процес продовжить своє виконання.